# Duchovnickij rajon
Il Duchovnickij rajon (in russo Духовницкий район?) è un rajon dell'Oblast' di Saratov, nella Russia europea; il suo capoluogo è Duchovnickoe.